# Patricio Vallespín
Patricio Iván Vallespin López (Santiago, 24 de abril de 1964) es un geógrafo y político chileno, exmiembro del Partido Demócrata Cristiano (PDC). Entre julio de 2021 y enero de 2025 ejerció como gobernador regional de Los Lagos. 
Se desempeñó como intendente de la Región de Los Lagos entre 2002 y 2004, durante el gobierno de Ricardo Lagos. Posteriormente fue diputado de la República por el antiguo distrito N.° 57 por tres periodos consecutivos, desde 2006 hasta 2018.

## Biografía

### Primeros años y familia
Nació el 24 de abril de 1964, en Santiago de Chile, hijo de Francisco Segundo Vallespin Vergara y María Teresa López Vargas.
Estuvo casado con Margarita Tatiana Muga Mendoza, con quien es padre tres hijos: Rocío, Fabián y Javiera.

### Estudios
Realizó sus estudios primarios en la Escuela Consolidada Dávila, entre 1970 y 1977. Continuó los secundarios en el Liceo de Aplicación A-9 de Santiago, desde donde egresó en 1981. Al año siguiente, ingresó a la carrera de geografía en la Pontificia Universidad Católica (PUC), donde obtuvo el grado de licenciado, en 1986. Posteriormente, entre 1987 y 1988, realizó un magíster en asentamientos humanos y medio ambiente en la PUC. Ese último año, cursó un postítulo sobre economía, planificación y políticas públicas, con mención en planificación regional, dictado en la Comisión Económica para América Latina y El Caribe (Cepal). En 1990, participó en el curso Métodos de Planificación y Gestión Estratégica, dictado por la Corporación Técnica Alemana (GTZ).

### Vida laboral
Profesionalmente, entre 1988 y 1999, ejerció como consultor internacional en temas de planificación, gestión, descentralización, medio ambiente en instituciones de cooperación internacional como la Unión Europea, la Corporación Técnica Alemana (GTZ), el Banco Interamericano de Desarrollo (BID), y el Banco Mundial; además de otras instituciones del sistema de Naciones Unidas. Paralelamente, fue investigador y coordinador del Área Descentralización y Desarrollo Regional del Centro de Estudios para el Desarrollo (CED).
Entre 1989 a 2003, se desempeñó como profesor auxiliar en la Universidad Católica de Chile, Universidad de Chile y Universidad Mayor. Además, entre 1991 y 2002, fue asesor de empresas en planificación y gestión estratégica.

## Trayectoria política
Comenzó su carrera política como dirigente estudiantil, entre los años 1984 y 1986. En 1982 ingresó al Partido Demócrata Cristiano (PDC), dónde asumió labores como consejero regional del Gobierno Regional Metropolitano, entre 1994 y 1997.
En 1999, fue nombrado director regional de la Región Metropolitana de la Comisión Nacional de Medio Ambiente (Conama), por el presidente Eduardo Frei Ruiz-Tagle. Luego, entre 2001 y 2002, fue designado como director nacional del "Programa Chile Barrio". Ese último año funcionó como intendente de la región de los Lagos, donde estuvo hasta 2004, durante la presidencia de Ricardo Lagos.
En diciembre de 2005, fue electo Diputado por el distrito N.º 57, correspondiente a las comunas de Calbuco, Cochamó, Maullín y Puerto Montt, para el periodo legislativo 2006-2010. Integró las comisiones permanentes de Recursos Naturales, Bienes Nacionales y Medio Ambiente; de Pesca, Acuicultura e Intereses Marítimos, que presidió; de Economía; de Cultura y de las Artes; y de Superación de Pobreza, Planificación y Desarrollo Social. Participó en la Comisión Especial sobre Intervención Electoral; además de las comisiones investigadoras de Chiledeportes, y sobre Accionar de la Dirección del Trabajo.
En diciembre de 2009, fue reelecto por el mismo distrito N.º 57, para el periodo 2010-2014. Integrante de las comisiones permanentes de Ética y Transparencia; de Economía; y de Recursos Naturales. Junto con la comisión especial de Turismo. Formó parte del comité parlamentario del PDC.En ese periodo, además fue integrante de las comisiones permanentes de Trabajo y Seguridad Social; y Medio Ambiente y Recursos Naturales.
En las elecciones parlamentarias de noviembre de 2013, obtuvo su segunda reelección por la misma zona, para el periodo 2014-2018. Fue integrante de la comisión permanente de Trabajo y Seguridad Social; y de Medio Ambiente y Recursos Naturales.Además, fue elegido vicepresidente de la Cámara de Diputados, ejerciendo desde el 17 de marzo de 2015 hasta el 22 de marzo de 2016, durante la presidencia de Marco Antonio Núñez y la segunda vicepresidencia de Denise Pascal Allende.
Presentó su candidatura a Gobernador regional de la Región de Los Lagos en las elecciones del 15 y 16 de mayo de 2021, dentro del pacto Unidad Constituyente. Obtuvo 99.842 votos, equivalentes al 36,45% del total de los sufragios válidos, pasando a la segunda vuelta electoral del 13 de junio de 2021, donde fue electo como el primer gobernador elegido por voto popular. Obtuvo 57.821 sufragios, equivalentes al 62,40% del total de los votos válidamente emitidos, asumiendo el 14 de julio de ese año.
El 26 de octubre de 2022 anunció su renuncia al PDC luego de 40 años de militancia.

## Historial electoral

### Elecciones parlamentarias de 2005
- Elecciones parlamentarias de 2005, para diputado de la República por el distrito N.° 57 (Calbuco, Cochamó, Maullín y Puerto Montt)[5]

### Elecciones parlamentarias de 2009
- Elecciones parlamentarias de 2009, para diputado de la República por el distrito N.° 57 (Calbuco, Cochamó, Maullín y Puerto Montt)[6]

### Elecciones parlamentarias de 2013
- Elecciones parlamentarias de 2013, para diputado de la República por el distrito N.° 57 (Calbuco, Cochamó, Maullín y Puerto Montt).

### Primarias de gobernadores regionales de 2020
- Primarias de Gobernadores Regionales de la Unidad Constituyente de 2020, para la Región de Los Lagos.'[7]

### Elección de gobernadores regionales de 2021
- Elecciones de Gobernadores Regionales 2021, para gobernador por la Región de Los Lagos (Primera vuelta).

- Elecciones de Gobernadores Regionales 2021, para gobernador por la Región de Los Lagos (Segunda vuelta).